# Leeds Bradford International Airport

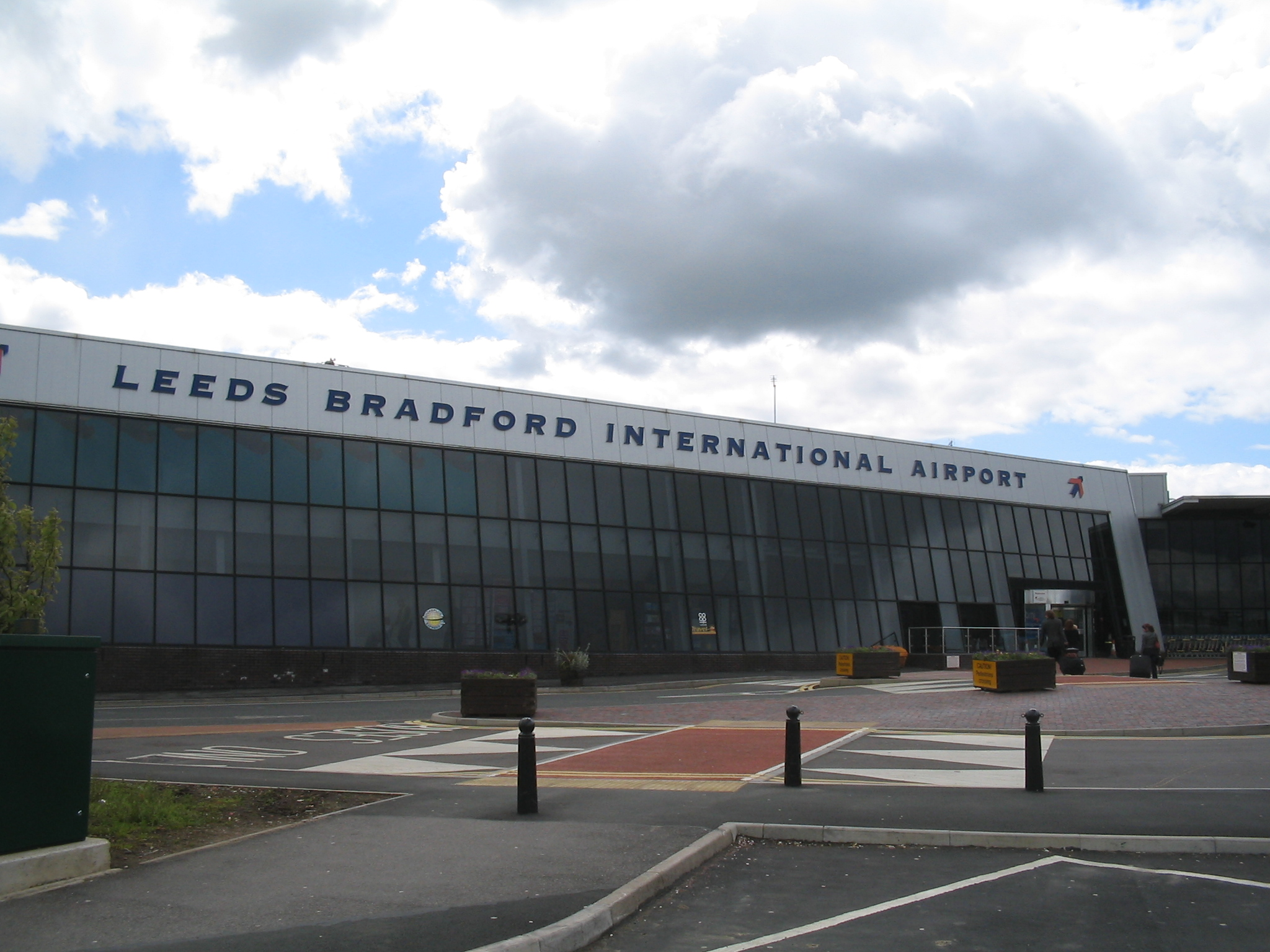
Flygplatsen.

Leeds Bradford International Airport  (IATA: LBA, ICAO: EGNM) är en flygplats belägen mellan städerna Leeds och Bradford i England, öppnad 1935. Flygplatsen har en landningsbana.  
Från flygplatsen går flygplan till ungefär 25 destinationer. Drygt 2 300 000 passagerare passerade flygplatsen 2004. Det finns bussförbindelse till flygplatsen, bland annat till och från Leeds järnvägsstation.

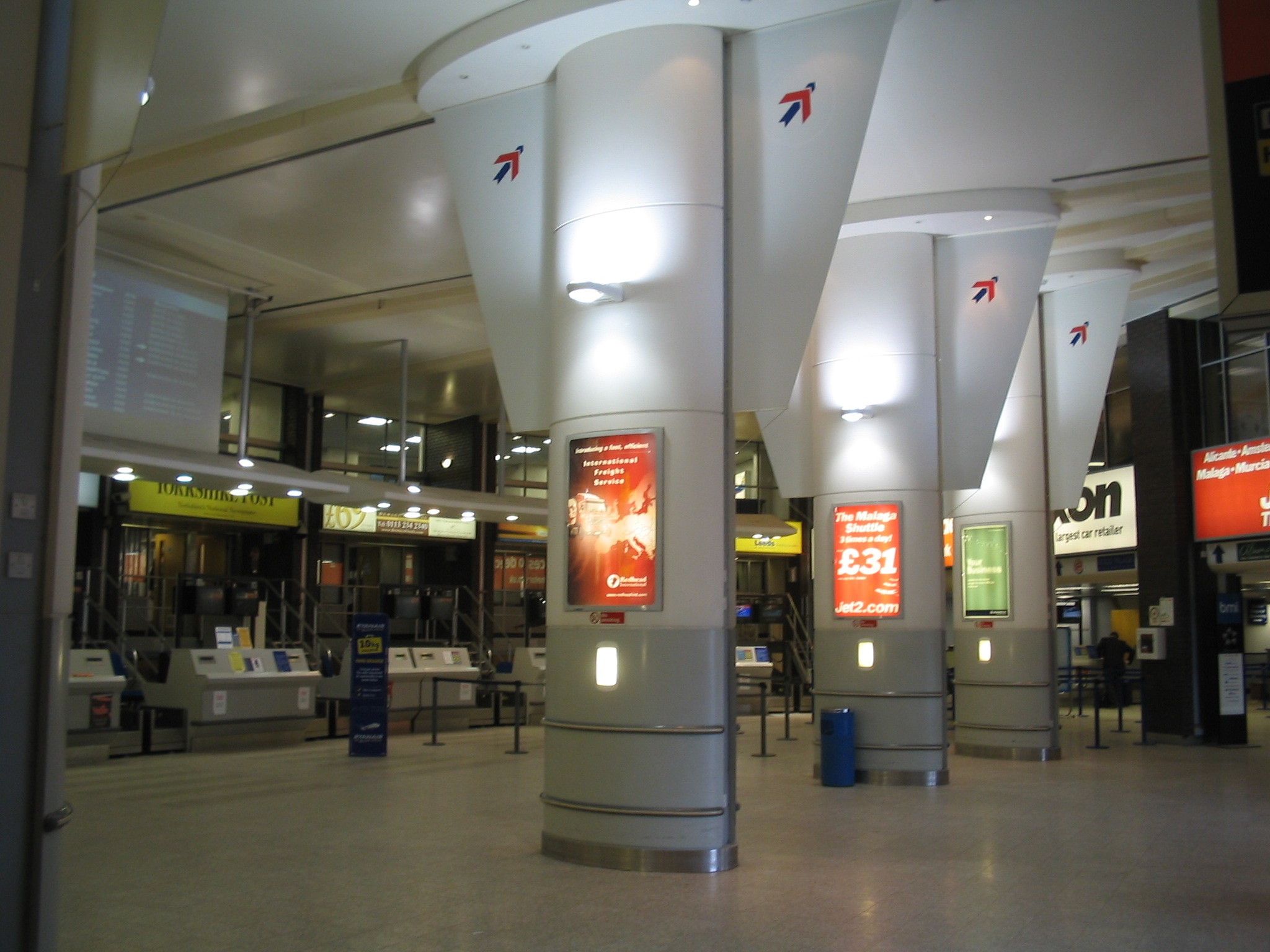
Check-in.
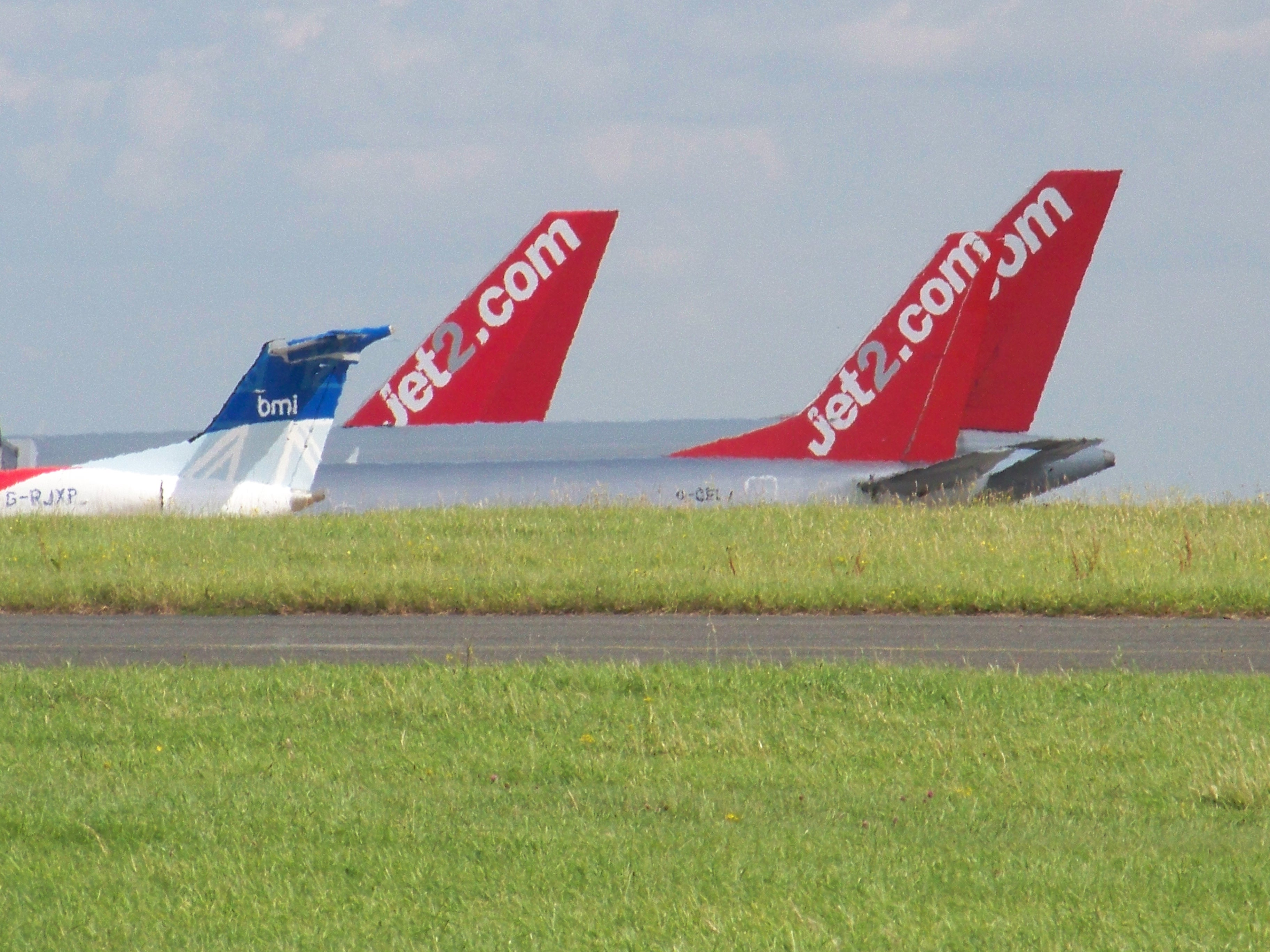
Jet2.com.
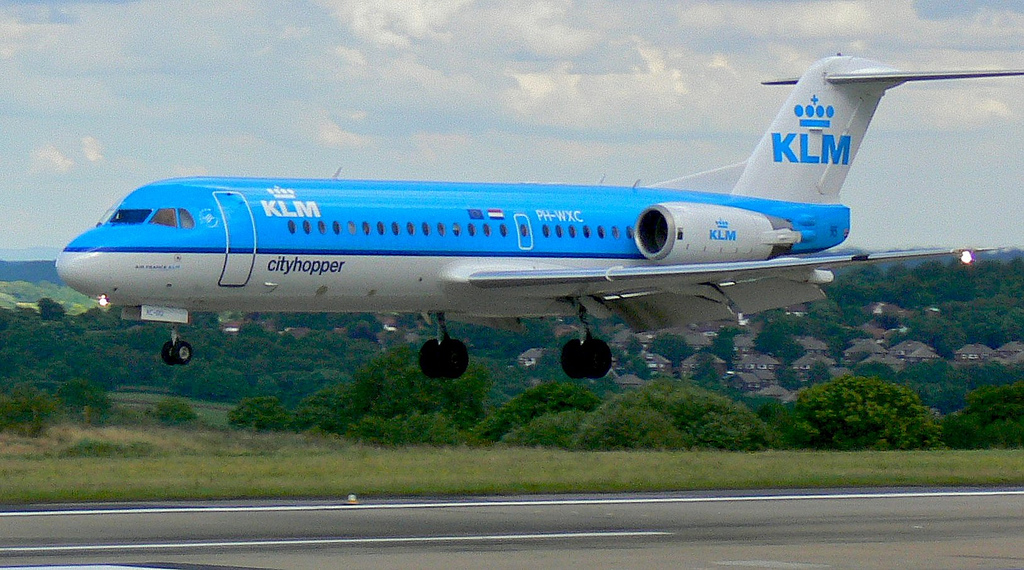
KLM.
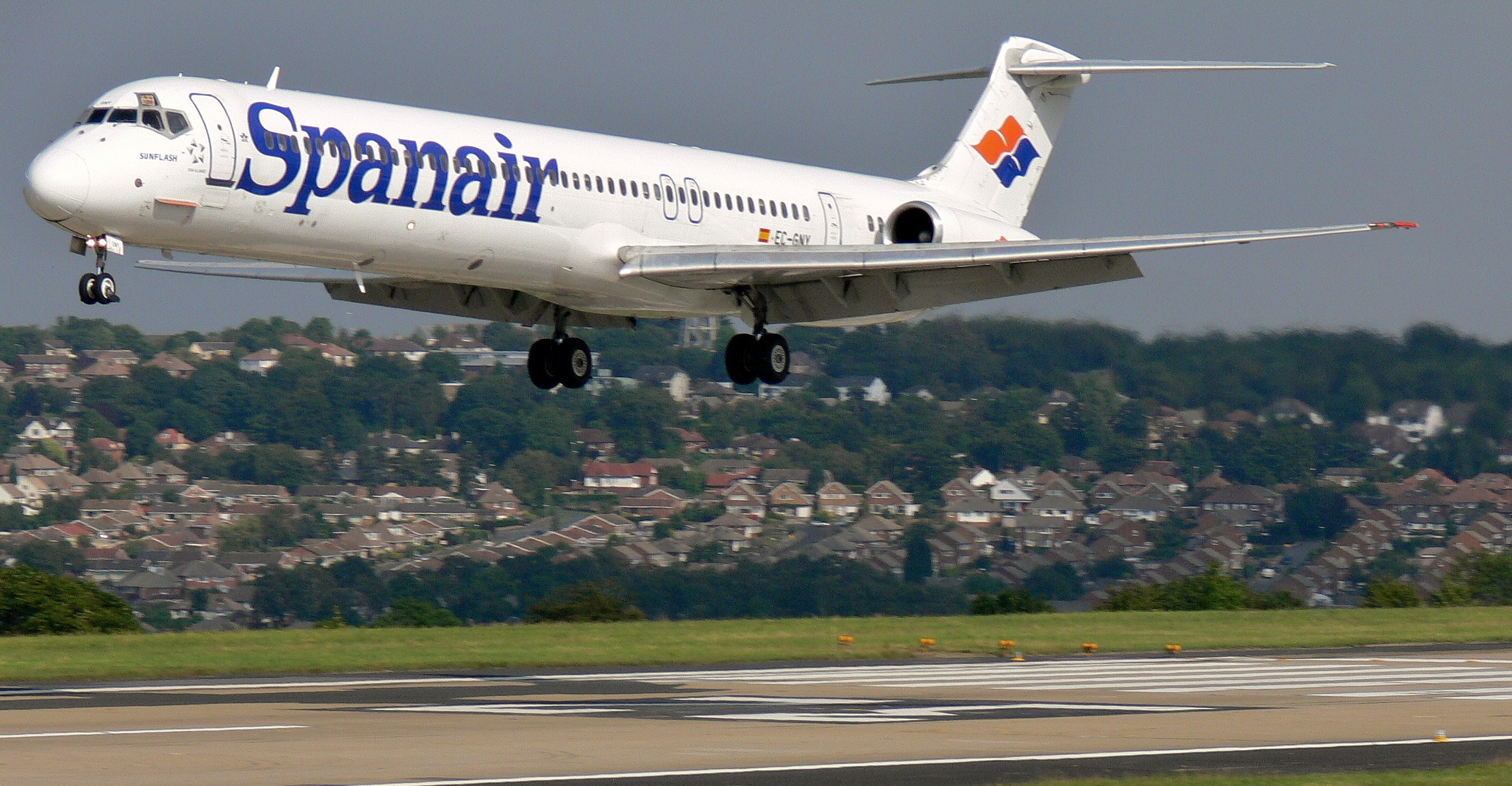
Spanair.